# Bosančica

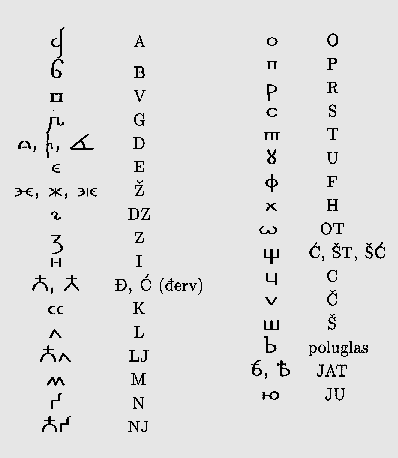
Bosančica

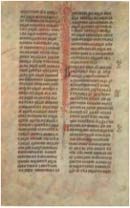
Hvalmanuskriptet från 1400-talet med kyrillisk skrift

Bosančica eller bosnisk kyrilliska, är en numera utdöd form av det kyrilliska alfabetet som uppstod i Bosnien och Hercegovina under medeltiden. Bosančica användes flitigt i Bosnien och Kroatien (i regionerna Dalmatien och Dubrovnik). Namnet bosančica kan översättas till bosnisk skrift och är det allmänt vedertagna namnet, men dock inte alltid accepterat av kroatiska och serbiska lingvister som för övrigt har ingeting att göra med Bosnien och bosancica, använder sig av en mängd olika namn för skriften.